# Івановський Євстахій Дезидерійович

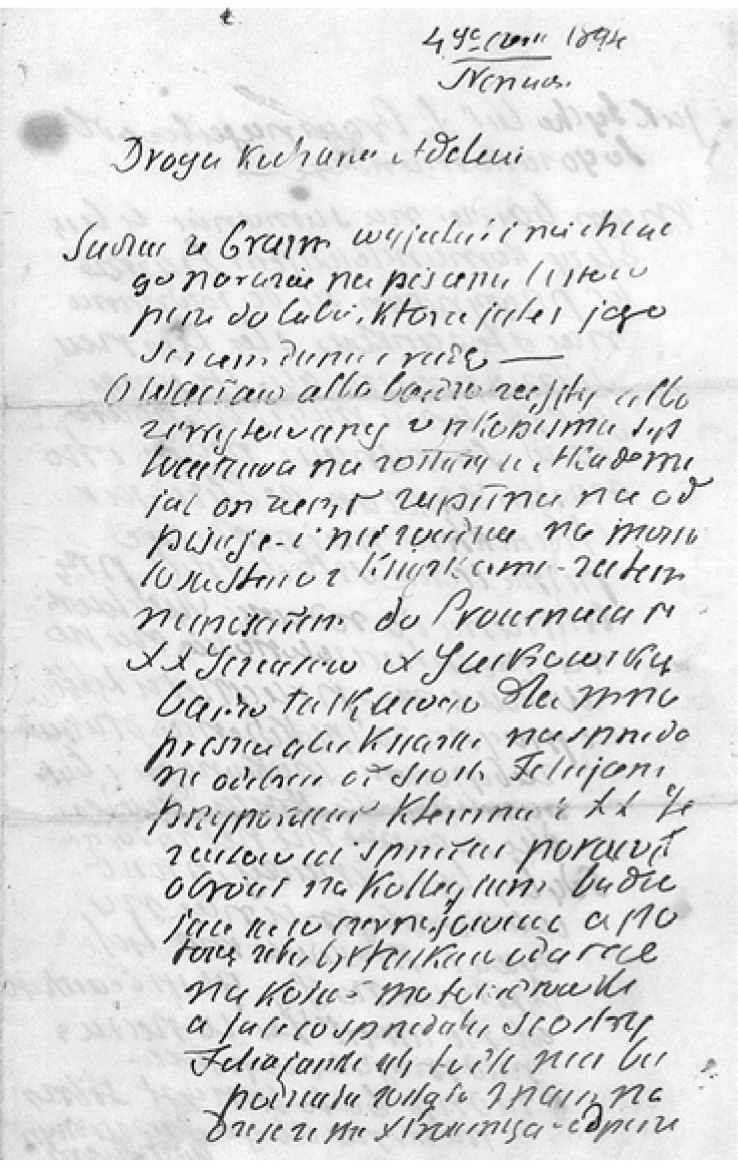
Лист Євстахія Івановського до А.Руліковської, 1894 р.

Івановський Євстахій Антоній Дезидерійович (пол. Iwanowski Eustachy Antoni; 1813, с. Халаїмгородок, Волинська губ., РІ, тепер с. Городківка Бердичівського району Житомирської області — 7 липня 1903, там само) — польський письменник, публіцист, історик, мемуарист, благодійник. Відомий під псевдонімом Heleniusz (українською Геленіуш).
Представник української школи в польській літературі, його коштом був побудований костел св. Клари в Халаїмгородку, тепер с. Городківка. Залишив велику кількість характеристик представників волинської шляхти, відомих людей, звичаїв тогочасної «кресової» шляхти, опис міст та містечок на території сучасної України.

## Біографія

### Ранні роки, родина, навчання
Євстахій Івановський народився в шляхетській родині Дезідерія Єразма Івановського, гербу «Лодзь», маршалка Житомирського повіту Волинської губернії, був єдиним сином. По материнській лінії Євстахій був нащадком роду Хоєцьких, онуком Яна Непомуцена Хоєцького, посла на Чотирирічному сеймі (1788—1792 рр.), войського київського.
Початкову освіту Євстахій здобув у домашніх умовах під керівництвом учителя піярської школи з Межиріччя.
У 1825 році Євстахій починає навчання у Кременецькому ліцеї. У 1828 та 1829 роках отримав похвальні листи за успіхи в навчанні. У 1828 році перейшов на перший вищий курс, по закінченню якого отримав срібну медаль.
У листопаді 1830 року починається Польське повстання 1830—1831 року, Івановський перериває навчання і повертається до Халаїмгородка. Навесні 1831 року повстання спалахує в Бердичівському повіті. Майбутній письменник захоплюється патріотизмом своїх земляків Владислава Падлевського (майбутнього батька героя Повстання 1861 року Зигмунта Падлевського) та Пелеховського.

### Зрілі роки. Дослідництво
У 1831 році після поразки Листопадового повстання указом Миколи І Волинський ліцей було закрито. Євстахій продовжує займатися самоосвітою, господарством, здійснює паломництва та подорожі. 1846 році вирушив до Ченстохови, в 1848 р. — до Вільна, потім до Кальварії, у 1857 році — до Радечніци, а в 1863 р. — до Святої Землі. Також він подорожував до Італії, де відвідав Рим, Флоренцію, Падую і Венецію, до Іспанії, побувавши у Компостелі, Мадриді й Сарагосі.
Після смерті матері у 1859 році став володарем маєтків та землі у селах Халаїмгородок, Чорнорудка, Звиняче, Лебединці, Ненадиха. За спогадами сучасників багато допомагав потребуючим — місцевим селянам, дав кошти на побудову хати православному священнику, віддав у власність землю декільком чиншовикам з с. Чорнорудка, фінансово підтримував письменника Александра Ґрозу, який останні п'ять років свого життя прожив у маєтку Івановського, де і помер та учасника польського Січневого повстання 1863 року Гаспера Машковського. Він був благодійником наукових установ і шести костелів, зокрема у Бердичеві, Білопіллі й Ходоркові. Продовжував мандрівки Україною та Польщею.

Івановський об'їздив усі місцевості, що мали історичне значення, вивчав книги та документи в бібліотеках, архівах, приватних збірках у різних маєтках. Під час подорожей він збирав рукописи, документи і щоденники, а також усні розповіді, особливо з минулого Поділля, Волині та Київщини.

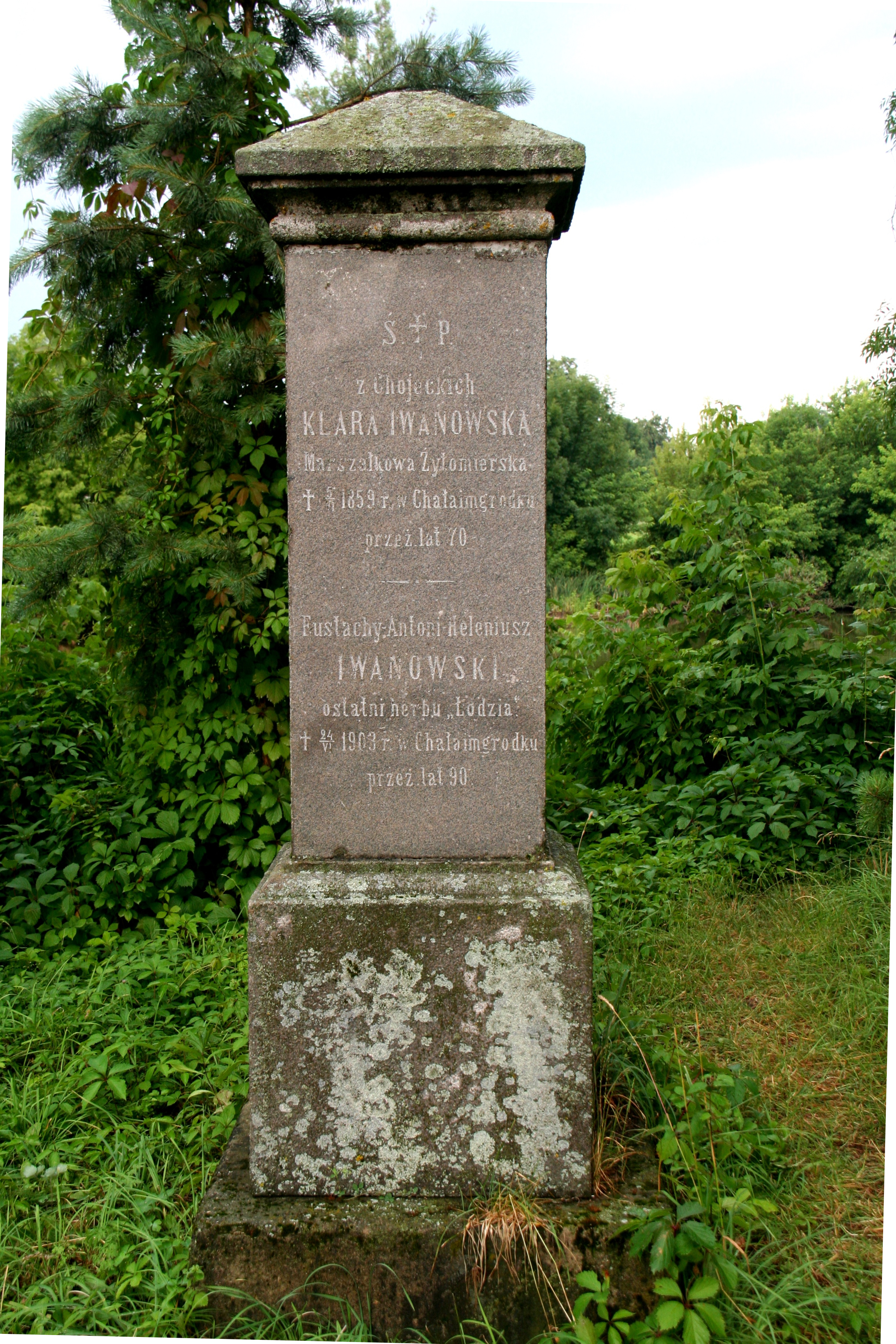
Обеліск в пам'ять про Клару та Євстахія Івановських, с. Городківка (Халаїмгородок)

В похилому віці продовжував працювати над творами, хоча в останні роки життя мав проблеми з здоров'ям.
7 липня 1903 року помер у своєму маєтку в Халаїмгородку. Був похований біля костелу св. Антонія в с. Білопілля. Після знищення костелу у 1957 році більшовистською владою, могила письменника була втрачена. Так само було зруйновано родовий маєток Івановських. Пам'ятний обеліск на честь письменника та його матері було скинуто в ставок, але він зберігся, нині встановлений у с. Городківка біля костелу св. Клари.

## Творчість
За псевдонім Євстахій Івановський вибрав собі ім'я своєї тітки з материнської сторони, Гелени Хоєцької. Мова його творів — польська.
Перший твір Івановського було надруковано у 1851 році. Це книга «Божа Матір на Ясній горі Ченстоховській. Королева Польської Корони. Спогади паломництва, що відбулося в 1848 році».
В подальшому друкував книги під різними псевдонімами. Твори Івановського — розлогий опис історичних подій, католицьких орденів та паломництв, характеристики сучасників, звичаїв, побуту, роздуми самого письменника, крім того листи, мемуари, дані з сімейних архівів.
У своїх працях залишив описи населених пунктів Поділля, Волині, Київщини, міст Києва, Житомира, Вінниці, Бердичева, Кременця, Луцька та багатьох інших, також характеристики відомих особ — Т.Чацького, М.Чайковського, В.Жевуського, Г.Олізара та багатьох інших. Важливою для українського читача є характеристика Теодора Рильського, прадіда М.Рильського, цікаві факти з родоводу Рильських.
Письменник мав глибоко вкорінені релігійні консервативні погляди, що знайшло відображення у його творах, в яких він подавав приклади, гідні на його погляд наслідування, як от особа шляхтянки Юстини Єрлич-Міхаловської чи депутата, учасника повстання 1830-31 років А.Павши.
Подав аналіз та опис масонських лож, до яких відносився вкрай негативно.
Залишив опис драматичних подій, пов'язаних з утисками Католицької церкви і намаганнями російської влади закрити костели в Житомирі та Бердичеві у 1861 році.
Серед недоліків творів Івановського називають їх хаотичність, помилковість деяких історичних поглядів та тенденційність. Тим не менш у Польщі праці Івановського є часто цитованими.

## Костел св. Клари в с. Городківка
Основна стаття Костел св. Клари

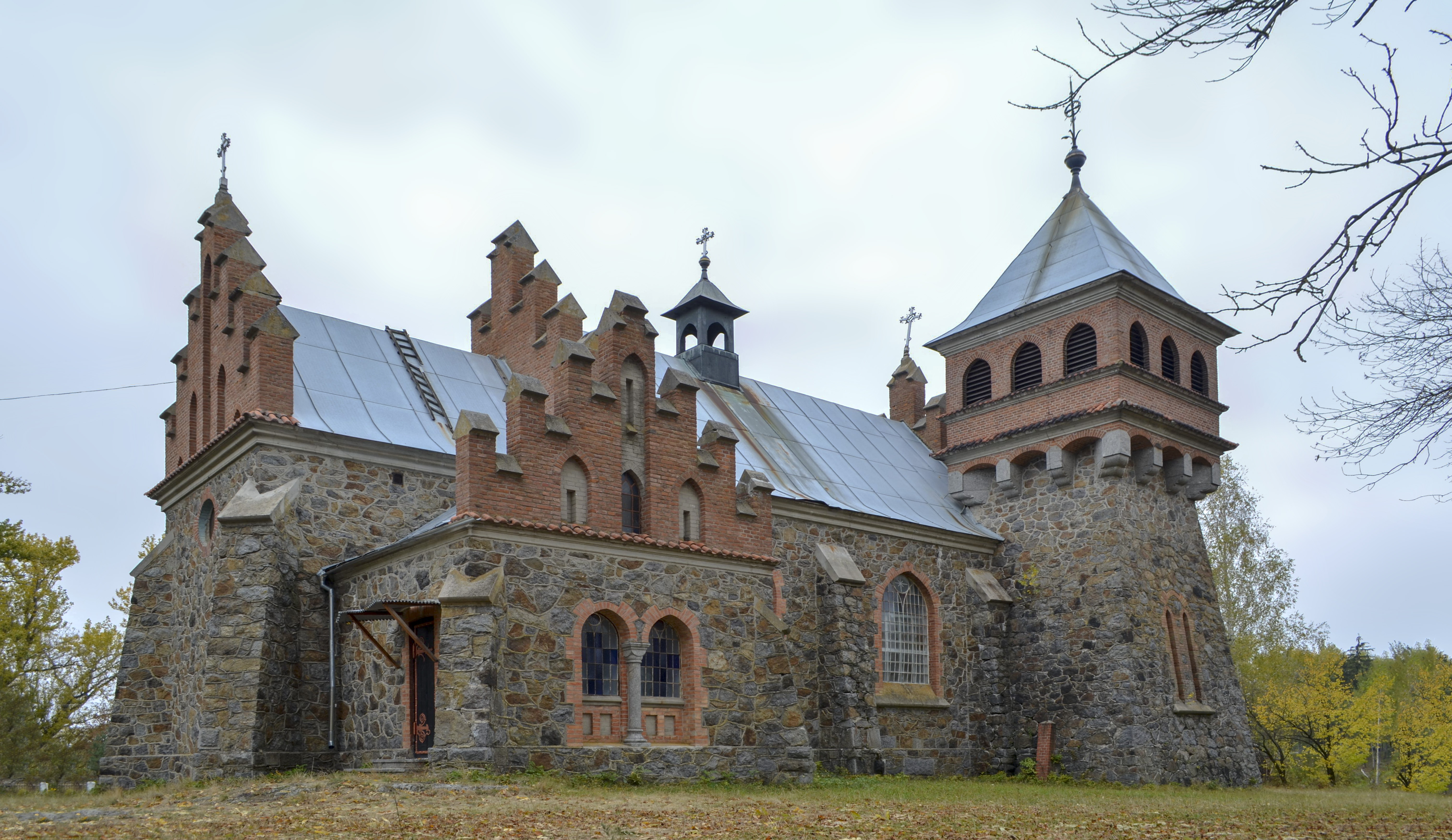
Костел св. Клари Городківка

Мати письменника, Клара Івановська заповідала побудувати в с. Халаїмгородок костел замість каплиці, яка відносилась до парафії в с. Білопілля. На жаль з політичних причин Євстахій Івановський не зміг реалізувати цей намір. Указ Російської імперії від 14 липня 1819 р. містив заборону римо-католицькому духовенству «будувати свої церкви без потреби», що призвело до неможливості відкривати нові католицькі храми на більшості території нинішньої України. Утиски були послаблені тільки на початку ХХ століття, тому здійснити свій намір і побудувати костел у рідному селі Івановський не встиг, але залишив спадок, який дозволив нащадкам його сестри Жмігродським побудувати кам'яний храм у неоготичному стилі. Освятили його на честь святої-покровительки матері письменника — Клари з Ассізу. У часи атеїзму костел вистояв, з 1992 року у ньому відновлені богослужіння.

## Сім'я
Батько (пр.1780 — 22 вересня 1844р) — Дезідерій Єразм Івановський
Мати — Клара Івановська, з Хоєцьких
Сестра (1810—1840) — Фабіана
Своєї родини не мав, на Євстахії перервався рід Івановських гербу Лодзь.
Спадкоємці — родина онуки сестри Євстахія Фабіани, Жмігродські.

## Дослідження творчості
У часи СРСР ім"я Євстахія Івановського було майже забуте, його твори не друкувались і не згадувались. В сучасній Україні дослідженню творчості Євстахія Івановського присвячені праці професора Житомирського державного університету імені Івана Франка В. О. Єршова, вчителя-методиста Городківської ЗОШ І.Савицького, стаття краєзнавця І.Драбчука.
Твори Івановського доступні в електронному вигляді на польських сайтах, таких як Polona та ін.